# Comuna Holohorî, Zolociv
Holohorî (în ucraineană Гологори) este o comună în raionul Zolociv, regiunea Liov, Ucraina, formată din satele Holohorî (reședința), Lisovi, Maidan-Holohirskîi și Zașkiv.

## Demografie
Componența lingvistică a comunei Holohorî
     Ucraineană (99,74%)
     Alte limbi (0,26%)
Conform recensământului din 2001, majoritatea populației comunei Holohorî era vorbitoare de ucraineană (99,74%), existând în minoritate și vorbitori de alte limbi.